# Mercedes-Benz X164
Mercedes-Benz X164 — полноразмерный SUV премиум-сегмента, первое поколение GL-класса немецкой торговой марки Mercedes-Benz. Премьера автомобиля состоялась в 2006 году на Североамериканском международном автосалоне. Изначально планировалось продавать автомобили только для американского рынка, но позже было принято решение расширить сектор продаж странами Европы. В том же году компания представила модели с дизельными двигателями BlueTec, использующих специальную систему впрыска присадок для очищения выхлопа, которые появились в продаже только с 2008 года.
Первое поколение GL-класса представляет собой увеличенную версию M-класса. Автомобиль имеет 3 ряда сидений, которые предлагают семь посадочных мест. Mercedes-Benz X164, как и все последующие поколения серии, собирался в Алабаме, США.
В 2009 году автомобиль претерпел рестайлинг в ходе которого видоизменились передний бампер, светодиодная оптика, решётка радиатора и задний бампер. В интерьере обновилась панель приборов, многофункциональное рулевое колесо и специальные подголовники NECK PRO для водителя и переднего пассажира.
В 2012 году производство внедорожника было остановлено. На смену ему пришла серия Mercedes-Benz X166.

## История
GL 320 CDI на момент дебюта
Первое поколение полноразмерного премиального SUV от компании Mercedes-Benz дебютировало в 2006 году на Североамериканском международном автосалоне. GL-класс представлял собой увеличенную и более роскошную версию M-класса. Автомобиль оснастили 3 рядами сидений на семь мест. Первоначально GL-класс разрабатывался для замены внедорожников G-класса, однако в соответствии с мнениями клиентов марки, компания Mercedes-Benz решила разделить данные автомобили. Продажи стартовали весной 2006 года для США и осенью того же года для стран Европы.
Дизельные силовые агрегаты с системой BlueTEC были представлены на Североамериканском международном автосалоне в 2006 году. Такие двигатели используют систему впрыска специального состава для очищения выхлопа. Модели, оснащённые подобной системой, появились на рынке только с 2008 года.
В 2007 году автомобиль завоевал звание «SUV года» от автомобильного журнала Motor Trend.
Модельный ряд первого поколения GL-класса включал дизельные GL 320 CDI BlueTEC (3.0 л V6, 218 л. с.), GL 350 CDI BlueEfficiency (3.0 л V6, 224 л. с.), GL 450 CDI: (4.0 л V8, 306 л. с.), а также бензиновые GL 450 (4.7 л V8, 340 л. с.) и GL 500 (GL 550 в Северной Америке, 5.5 л V8, 388 л. с.).

### Рестайлинг (2009)
В 2009 году Mercedes-Benz X164 подвергли рестайлингу, в ходе которого изменился внешний вид автомобиля: модернизации подвергли передний бампер со светодиодными фарами, решётку радиатора и задний бампер. Добавились два новых варианта цвета кузова — тёмно-серый и светло-серебристый. В интерьере обновилась панель приборов, многофункциональное рулевое колесо и специальные подголовники NECK PRO для водителя и переднего пассажира. Обновлённая версия модели была представлена широкой публике на автосалоне в Нью-Йорке.
В 2012 году производство было остановлено.

## Описание

### Экстерьер
Автомобиль Mercedes-Benz X164 имеет габариты 5088 мм в длину, 1920 мм в ширину и 1840 мм в высоту. Кузов основан на платформе M-класса, но имеет увеличенную колёсную базу и модификации.
|  |  |  |  |

### Интерьер
Позиционируя автомобиль как роскошный внедорожник компания Mercedes-Benz позаботилась о том, чтобы предоставить пассажирам как можно больше комфорта в салоне автомобиля. В первую очередь это обеспечивается проработкой внутреннего пространства. Расстояние от последнего до среднего ряда сидений составляет 815 мм, а высота от подушки сидения до потолка равняется 979 мм. При необходимости последний ряд может быть сложен (как механически, так и при помощи электронного привода) для увеличения пространства для погрузки багажа. В пятиместной модификации ёмкость багажного отделения первого поколения GL-класса составляет 1240 литров. Максимально доступно до 2300 литров грузоподъёмности, а само грузовое отделение составляет 2128 мм в длину.
В стандартной комплектации интерьер автомобиля включает комбинированную отделку из искусственной кожи Artico, электрически регулируемые передние сиденья и фиксированное заднее стекло над третьим рядом сидений.
|  |  |  |  |

### Электрооборудование
В стандартную комплектацию модели GL 320 CDI входит автоматический климат-контроль THERMATIC. Модели с двигателем V8 (GL 420 CDI, GL 450 и GL 500) в базе оснащаются многозональным климат-контролем ТЕРМОTRONIC.

### Двигатели
Модельный ряд внедорожников первого поколения GL-класса оснащался двумя вариантами двигателей: бензиновые и дизельные. Наряду с 224-сильным двигателем V6 в GL 320 CDI диапазон дизельных моделей включает в себя GL 420 CDI, на котором установлен силовой агрегат, в конфигурации V8, генерирующий мощность в 225 кВт / 306 л. с. и максимальный крутящий момент 700 Н·м. Обе версии соответствуют экологическому стандарту Евро-4. В дополнение к недавно разработанному 5,5-литровому двигателю в GL 500 (285 кВт / 388 л. с.) состоялся мировой дебют нового силового агрегата — 4,6-литровый двигатель в GL 450, который развивает 250 кВт / 340 лошадиных сил. Оба двигателя также соответствуют нормам Евро-4 (США: LEV II стандарт).
| Модель                          | GL 320 CDI 4MATIC                   | GL 350 CDI 4MATIC BlueEFFICIENCY    | GL 350 CDI 4MATIC BlueEFFICIENCY    | GL 350 BlueTEC 4MATIC               | GL 420 CDI 4MATIC                   | GL 450 CDI 4MATIC                   | GL 450 4MATIC                       | GL 500 4MATIC                       |
| Годы производства               | 2006—2009                           | 2009—2010                           | 2010—2012                           | 2009—2012                           | 2006—2009                           | 2009—2010                           | 2006—2012                           | 2006—2012                           |
| Двигатель                       | OM642 DE 30 LA                      | OM642 DE 30 LA                      | OM642 LS DE 30 LA                   | OM642 DE 30 LA                      | OM629 DE 40 LA                      | OM629 DE 40 LA                      | M273 KE 46                          | M273 KE 55                          |
| Тип двигателя                   | дизельный V6                        | дизельный V6                        | дизельный V6                        | дизельный V6                        | дизельный V8                        | дизельный V8                        | бензиновый V8                       | бензиновый V8                       |
| Оснащение                       | турбина                             | турбина                             | турбина                             | турбина                             | битурбо                             | битурбо                             | —                                   | —                                   |
| Рабочий объём                   | 2987 см3                            | 2987 см3                            | 2987 см3                            | 2987 см3                            | 3996 см3                            | 3996 см3                            | 4663 см3                            | 5461 см3                            |
| Мощность                        | 165 кВт (224 л. с.) при 3800 об/мин | 165 кВт (224 л. с.) при 3800 об/мин | 195 кВт (265 л. с.) при 3800 об/мин | 155 кВт (211 л. с.) при 3400 об/мин | 225 кВт (306 л. с.) при 3600 об/мин | 225 кВт (306 л. с.) при 3600 об/мин | 250 кВт (340 л. с.) при 6000 об/мин | 285 кВт (388 л. с.) при 6000 об/мин |
| Крутящий момент                 | 510 Н·м при 1600—2800 об/мин        | 510 Н·м при 1600—2800 об/мин        | 620 Н·м при 1600—2400 об/мин        | 540 Н·м при 1600—2400 об/мин        | 700 Н·м при 2200—2600 об/мин        | 700 Н·м при 2200—2600 об/мин        | 460 Н·м при 2700—5000 об/мин        | 530 Н·м при 2800—4800 об/мин        |
| Трансмиссия                     | 7G-Tronic                           | 7G-Tronic                           | 7G-Tronic                           | 7G-Tronic                           | 7G-Tronic                           | 7G-Tronic                           | 7G-Tronic                           | 7G-Tronic                           |
| Скорость разгона 0—100 км/ч     | 9,5 с                               | 9,5 с                               | 7,9 с                               | 9,6 с                               | 7,6 с                               | 7,6 с                               | 7,2 с                               | 6,5 с                               |
| Максимальная скорость           | 210 км/ч                            | 210 км/ч                            | 225 км/ч                            | 210 км/ч                            | 230 км/ч                            | 230 км/ч                            | 235 км/ч                            | 240 км/ч                            |
| Средний расход топлива л/100 км | 9,9 л                               | 9,3 л                               | 8,9 л                               | 9,0 л                               | 11,7 л                              | 11,6 л                              | 13,4 л                              | 13,6 л                              |

### Безопасность
Mercedes-Benz X164 позволяет в полной мере использовать преимущества несущего кузова, сочетающие оптимальную прочность с облегчённой стальной конструкцией. В сочетании с передними и задними зонами деформации прочный кузов образует эффективную основу для защиты пассажиров и водителя. Кроме того, автомобиль оснащается следующими системами безопасности:
- адаптивные двухступенчатые подушки безопасности для водителя и переднего пассажира;
- боковые подушки безопасности для переднего ряда сидений, с среднем — на заказ;
- оконные подушки безопасности для всех трёх рядов сидений (от A до D-стойки);
- активные подголовники NECK-PRO для водителя и переднего пассажира (на заказ);
- трёхточечные ремни безопасности для всех 7 пассажиров;
- натяжители ремней безопасности и адаптивные ограничители силы натяжения для водителя и переднего пассажира;
- натяжители ремней безопасности и ограничители силы натяжения для сидений в среднем ряду.

На заказ доступная система превентивной защиты PRE-SAFE. Она работает в паре с показаниями датчиков противобуксовочной системы (ABS), тормозного помощника (BAS, Brake Assist) и стабилизатора курсовой устойчивости (ESP).

### Ходовая часть

#### Подвеска
Все автомобили серии оснащаются системой постоянного полного привода 4MATIC. Маневренность и управляемость автомобиля качественно возрастает благодаря установленным в стандартной комплектации пневматической системы AIRMATIC, чувствительным к скорости усилителем рулевого управления и адаптивной системе амортизации ADS маневренность и управляемость автомобиля. Электронная система контроля устойчивости (ESP) оснащается функцией TSA (англ. Trailer Stability Assist), которая предотвращает непроизвольные движения прицепа подтормаживанием колёс. Кроме того, автомобиль комплектуется системой контроля скорости на спуске (DSR), которая на крутом спуске позволяет выбрать скорость в диапазоне 2-18 км/ч, а затем удерживает её в рамках физических возможностей при помощи управления двигателем, трансмиссией и торможением.
При заказе пакета Off-Road Pro автомобиль оснащается двухскоростной раздаточной коробкой с понижающим рядом трансмиссии и 100 % блокировкой дифференциала. Модифицированная пневматическая подвеска AIRMATIC, разработанная специально для более сложных условий эксплуатации автомобиля, увеличивает дорожный просвет до максимум 307 миллиметров (при необходимости) и увеличивает глубину брода до 600 миллиметров.

#### Трансмиссия
Весь модельный ряд GL-класса в стандартной комплектации поставляется с семиступенчатой автоматической коробкой передач 7G-Tronic с функцией DIRECT SELECT.

#### Тормозная система
Передние колёса внедорожника X164 оснащаются вентилируемыми тормозными дисками диаметром 350 мм, задние — 330 мм. Опционально доступна усиленная тормозная система с диаметром передних тормозных дисков 375 мм.

## Специальные издания

### Grand Edition
В 2011 году компанией Mercedes-Benz была представлена серия Grand Edition — самая роскошная модификация GL-класса. Это исполнение включает в себя новое оформление интерьера и экстерьера автомобиля. GL-класс в этом исполнении может похвастаться новым бампером с дневными ходовыми огнями, другой защитной накладкой на бампер, увеличенной решёткой радиатора, тонированными фарами, другими патрубками выхлопной системы и 20-дюймовыми колесами с покрышками размерностью 275/50.
В салоне появились новые сиденья, обшитые двухцветной кожей, коврики из велюра, накладки на педали, вставки из чёрного ясеня, отделанные кожей руль, передняя панель, панели дверей и подлокотники. Кроме того, в салоне присутствует шильдик «Grand Edition».
Автомобиль предлагается в 3-х вариантах GL 350 CDI, GL 450 и GL 500. В Европе цена на люксовый внедорожник стартует с 80 206 евро (GL 350 CDI 4MATIC BlueEFFICIENCY) и доходит до 99 127 евро (GL 500 4MATIC).

## Награды
- 2007 Motor Trend Sport/Utility of the Year — GL 450.

## Продажи
За период с весны 2006 года по 2011 год компания доставила клиентам около 160 000 автомобилей Mercedes-Benz X164. В 2011 году концерн Daimler AG продал 27 000 единиц GL-класса только в США, что составило там около 30 % рынка SUV.